# Mohammad Gharib
Mohammad Gharib (persiska: محمد قریب), född 5 juli 1909 i Teheran, Iran, död 20 januari 1975), var en iransk läkare, universitetsprofessor och en pionjär inom pediatrik i sitt hemland.

## Utbildning och karriär
Gharib föddes i Teheran men hans föräldrar kommer från byn Garakān i Tafresh. Han studerade vid högskolan Dar ol-Fonun i Teheran och reste sedan till Frankrike för fortsatta studier. Han läste först vid medicinska högskolan Rheims och tog 1937 sin doktorsexamen vid Paris universitet medicinska fakultet. I Paris arbetade han vid Hôpital de la Salpêtrière.
Gharib var verksam som dekanus och professor vid Fakulteten för pediatrik vid Teherans universitet. Han är känd som "pediatrikens fader" i Iran och grundade det första barnsjukhuset i landet.

## Utmärkelser och minne
Gharib mottog 1954 ordensinsignier från franska Hederslegionen (Ordre national de la Légion d'honneur). En staty av Gharib restes 2013 i Pardis Technology Park i nordöstra Teheran.